# Взвод (фильм)
«Взвод» (англ. Platoon) — американский военный фильм 1986 года режиссера Оливера Стоуна. В главных ролях снялись Том Беренджер, Уиллем Дефо и Чарли Шин. Роли второго плана сыграли Кит Дэвид, Кевин Диллон, Джон К. Макгинли, Форест Уитакер, Мозес, Марк и Джонни Депп. Это первый фильм из трилогии фильмов о войне во Вьетнаме режиссера Стоуна, за которым следуют «Рождённый четвёртого июля» (1989) и «Небо и земля» (1993). Фильм, основанный на военном опыте Стоуна, рассказывает о новом добровольце армии США (Шин), служащем во Вьетнаме, в то время как сержант его взвода и командир отделения (Беренджер и Дефо) спорят о морали во взводе и о самой войне.
Стоун написал сценарий, основанный на его опыте службы американским пехотинцем во Вьетнаме, чтобы противостоять видению войны, изображенному в фильме Джона Уэйна «Зеленые береты». Хотя он писал сценарии для таких фильмов, как «Полуночный экспресс» и «Лицо со шрамом», Стоун изо всех сил пытался добиться разработки фильма, пока Hemdale Film Corporation не приобрела проект вместе с Сальвадором. Съемки проходили на Филиппинах в феврале 1986 года и продолжались 54 дня. «Взвод» был первым голливудским фильмом, написанным сценаристом и режиссером-постановщиком, который был ветераном войны во Вьетнаме.
После своего выхода «Взвод» получил признание критиков за режиссуру и сценарий Стоуна, операторскую работу, реалистичность батальных сцен и игру Шина, Дефо и Беренджера. Фильм имел кассовый успех после выхода на экраны, собрав в прокате 138,5 миллиона долларов против своего бюджета в 6 миллионов долларов, став третьим самым кассовым американским фильмом 1986 года. Фильм был номинирован на восемь премий «Оскар» на 59-й церемонии вручения премии «Оскар» и получил четыре, включая премии за Лучший фильм, Лучшую режиссуру, Лучший звук и Лучший монтаж.
В 1998 году Американский институт кинематографии поставил «Взвод» на 83-е место в своем опросе «100 лет AFI… 100 фильмов». В 2019 году фильм был выбран Библиотекой Конгресса для сохранения в Национальном реестре фильмов Соединённых Штатов как имеющий «культурное, историческое или эстетическое значение».

## Сюжет
Действие происходит в 1967—1968 годах в Южном Вьетнаме на границе с Камбоджей. Основной сюжетной линией является история одного взвода из состава 25-й пехотной дивизии США, куда попадают Крис Тейлор, бросивший учёбу в колледже и добровольно отправившийся служить во Вьетнам, и ещё несколько новобранцев. Патрулируя окрестные территории и подвергаясь тяжёлым физическим нагрузкам, Тейлор постепенно начинает жалеть о своём решении. Однажды группа солдат под командованием штаб-сержанта Барнса устраивает засаду в джунглях. Ночью они вступают в бой с солдатами Северного Вьетнама, в ходе которого погибает новобранец Гарднер. Джуниор обвиняет Тейлора в том, что тот заснул на посту и подпустил противника близко. Впоследствии Тейлор налаживает отношения с солдатами своего отделения, которым командует сержант Элиас.
Обследуя окрестности, взвод обнаруживает оставленные вражеские позиции. Сэл и Сэнди погибают, активировав мину-ловушку, а позднее солдаты обнаруживают мёртвым ещё одного бойца — Мэнни. Взвод получает приказ выдвигаться в сторону близлежащей деревни, где был замечен противник. Добравшись туда, солдаты обнаруживают тайники с оружием. Пытаясь выяснить у старосты деревни местоположение противника, Барнс убивает местную жительницу и угрожает убить маленькую девочку. Увидевший это Элиас набрасывается на Барнса с кулаками, но сослуживцы разнимают их. Солдаты сжигают деревню и уводят оттуда её жителей. Тейлор предотвращает изнасилование двух девочек. Элиас докладывает вышестоящему начальству о действиях Барнса.
Во время очередного патрулирования взвод попадает в засаду, в ходе боя многие бойцы оказываются ранены. Группа Элиаса занимает оборону, чтобы не допустить прорыва противника с флангов, а сам сержант выдвигается на другую позицию. Барнс приказывает взводу отступить, после чего отправляется на поиски Элиаса. Обнаружив его в джунглях, Барнс стреляет в Элиаса и уходит, а встретившемуся ему на пути Тейлору сообщает, что Элиас погиб. Взвод погружается в вертолёты и улетает. Уже находясь в воздухе, Тейлор обнаруживает раненого Элиаса, убегающего от вьетнамских солдат. Благодаря вертолётному огню удаётся вынудить противника отступить, но Элиас погибает от полученных ранений. После возвращения на базу Тейлор, будучи уверенным в том, что Барнс ответственен за смерть Элиаса, предлагает отомстить за него. Рамуччи выступает против этого, а затем в дело вмешивается и сам Барнс. Между ним и Тейлором завязывается драка, в ходе которой Барнс ножом оставляет отметину на лице Тейлора.
На следующий день взвод отправляется в ту же долину для занятия там обороны. Ночью солдаты вступают в бой с превосходящими силами противника. Тейлор и Фрэнсис с боем отходят со своей позиции, а Банни и Джуниор погибают. Капитан Харрис вызывает авиационный удар на свои позиции. Тейлор обнаруживает Барнса, отбивающегося от вражеских солдат, но тот в пылу боя набрасывается на Криса. Перед тем, как Барнсу удаётся нанести удар, самолёт сбрасывает напалмовые бомбы и уничтожает всё в округе. Утром Тейлор приходит в себя после потери сознания и обнаруживает раненого Барнса. Тот сначала просит найти врача, но, увидев в руках Тейлора автомат, говорит ему: «Давай, стреляй!». Крис убивает Барнса. Затем его, а также выживших Фрэнсиса, О’Нила и Рамуччи обнаруживают солдаты союзного подразделения и забирают с собой. В заключительной сцене Крис Тейлор, которому теперь положена демобилизация в связи с получением второго ранения, покидает Вьетнам.

### Альтернативные концовки
Стоун записал несколько альтернативных концовок, не вошедших в итоге в прокатный вариант картины. В частности, были вырезаны сцена под названием «Barnes lives» («Барнс остаётся в живых»), в которой Тейлор не расстреливает Барнса, а оставляет того одного в джунглях, несмотря на просьбы вызвать медика. Стоун впоследствии сожалел, что не использовал эту двусмысленную сцену вместо сцены убийства Барнса Тейлором; кроме всего прочего, она оставляла зрителей в неведении относительно дальнейшей судьбы Барнса, что Стоун рассматривал как отсылку к мелвилловскому «Моби Дику», где после финальной схватки кит исчезает в пучине неизвестности, а Барнс — во вьетнамских джунглях. Другая отсылка к «Моби Дику» — моряка Измаила спасает судно «Рахиль» (Rachel), а улетающий Тейлор отдаёт воинское приветствие своему сослуживцу по прозвищу «Ра» (Rhah). Сцена расстрела Барнса прямо противоречила сценарию. Кроме того, она обессмыслила высказывание Рамуччи о том, что «убить Барнса может только сам Барнс». Также не вошла в фильм сцена под названием «Later» («Позже»), в которой после проводов Кинга к вертолёту Тейлор, возвращаясь обратно, встречает неизвестного солдата, голова которого покрыта зелёным полотенцем, как скрывающим лицо покрывалом. Незнакомец обращается к Тейлору с просьбой «дать огоньку» (что в сценарии звучит как: «Got a light?», а в заснятом отрезке: «You’ve got a light?», — может быть истолковано как будничное «Огоньку не найдётся?» или более глубокомысленное «Есть ли в тебе свет?»). Прикурив, он откидывает голову назад и обращает лицо к солнечному свету. Лицо подкурившего солдата оказывается лицом Элиаса, исполосованным шрамами, точно такими же, как у Барнса. Широко улыбаясь, он говорит: «Позже…», после чего уходит — зрителям предлагается самим решить, то ли это выживший Элиас, то ли это его реинкарнация, или же видения самого Тейлора, поскольку сам он оказывается совершенно оторопелым от произошедшего. В сценарии нет никаких намёков на то, что роль «прикурившего» должен был сыграть Дефо, кроме упоминания о том, что у незнакомца «глубокий западновиргинский говор», — ещё один намёк на святость, борьбу ангелов и демонов за его душу (англ. virgin — «девственный», «чистый», «непорочный»), отсылка к ещё одному из вырезанных эпизодов, в котором на вопрос Криса откуда Барнс, Рамуччи отвечает: «Барнс прибыл из ада!».

## В ролях
| Актёр           | Роль                            |
| --------------- | ------------------------------- |
| Чарли Шин       | рядовой Крис Тэйлор             |
| Том Беренджер   | штаб-сержант Роберт (Боб) Барнс |
| Уиллем Дефо     | сержант Элиас Гродин            |
| Джон Макгинли   | сержант Ред О’Нил               |
| Кит Дэвид       | Кинг                            |
| Кевин Диллон    | Банни                           |
| Дэвид Нэйдорф   | Текс                            |
| Корки Форд      | Менни                           |
| Боб Орвиг       | Гарднер                         |
| Крис Педерсен   | Кроуфорд                        |
| Джонни Депп     | рядовой Гейтор Лернер           |
| Тони Тодд       | сержант Уоррен                  |
| Кори Гловер     | Фрэнсис                         |
| Марк Мозес      | лейтенант Вулф                  |
| Реджи Джонсон   | Джуниор Мартин                  |
| Франческо Куинн | рядовой Рамуччи (Ра)            |
| Форест Уитакер  | Большой Гарольд                 |
| Дейл Дай        | капитан Харрис                  |

## История создания

### Предыстория
Оливер Стоун добровольно отправился служить во Вьетнам в сентябре 1967 года и проходил службу в составе 25-й пехотной дивизии. Во время войны он познакомился с Хуаном Энджелом Элайасом, который впоследствии послужил прототипом сержанта Элиаса Гродина. В период прохождения службы Стоун обратил внимание на то, что во взводах часто имеют место разделение солдат на неформальные группы по различным признакам: расизм, употребление наркотиков, фрэггинг, а также напряжённость в отношениях между старослужащими солдатами и новобранцами. Как и главный герой фильма, будущий режиссёр первое время сожалел о том, что отправился во Вьетнам. Стоун провёл во Вьетнаме 15 месяцев, был дважды ранен, после чего вернулся в Америку.
Сценарий к фильму «Взвод» Оливер Стоун написал в 1976 году. Написанный им сценарий носил автобиографический характер — в образе Криса Тейлора режиссёр изобразил самого себя. «Взвод» был первым сценарием Стоуна, на который обратили внимание. Неизвестному молодому автору позвонил Рон Мардигиан, сотрудник агентства William Morris. Он сообщил Стоуну, что сценарий заинтересовал Мартина Брегмана и он предлагает автору сотрудничество и аванс. Для работы над предложением Бергмана Стоун вернулся в Нью-Йорк, где встречался с Алем Пачино — кандидатом на главную роль и режиссёром Сидни Люметом. Однако претворить проект в жизнь не удалось — представители киностудий предполагали, что фильм, в котором война изображена таким образом, не будет иметь финансового успеха.
Первая попытка начать съёмки была сделана в 1976 году, вторая — в 1984. В том же году режиссёр познакомился с Чарли Шином, которому впоследствии досталась главная роль в фильме. Изначально проектом заинтересовался продюсер Дино Де Лаурентис, однако затем отказался от участия в нём. Только в 1986 году Стоун договорился о финансировании фильма с британской компанией Hemdale Film Corporation, ранее финансировавшей другой фильм Оливера Стоуна — «Сальвадор». Успех «Сальвадора» способствовал тому, что создателям удалось собрать необходимые финансовые средства для работы над «Взводом».
Оливер Стоун рассказывал, что решил заняться съёмками «Взвода», потому что полагал, что правда о Вьетнамской войне не была показана ни в одной из снятых ранее картин, и считал своим долгом продемонстрировать, как в действительности проходила война. Наиболее правдоподобными режиссёр посчитал фильмы Пьера Шёндёрффера «Взвод Андерсона» и «317-й взвод». К числу более ранних фильмов о Вьетнамской войне на тот момент относились «Зелёные береты» (1968), «Парни из роты С» (1978) и «Апокалипсис сегодня» (1979). При создании фильма он полагался на собственный опыт войны во Вьетнаме. Стоун говорил, что ключевые моменты фильма основаны на реальных событиях, в которых он принимал участие, а образы героев — на личностях реальных людей, с которыми Стоун вместе воевал. Сопродюсером картины стал Алекс Китман Хо, который, по его словам, хотя и не любил военные фильмы, но был так восхищён энтузиазмом Оливера Стоуна, что включился в работу над картиной. Он же внёс некоторые корректировки в сценарий. При выборе места съёмок создатели посетили Мексику и Филиппины. Предпочтение отдавалось Филиппинам, так как это было более выгодно с финансовой точки зрения. По первоначальному замыслу режиссёра, сержант Элиас должен был быть коренным индейцем.

### Подбор актёров
Снявшиеся в фильме актёры на тот момент были малоизвестны. Накануне начала съёмок Стоун провёл встречу с пятью актёрами, прибывшими из Нью-Йорка, но они отказались играть в фильме. Вскоре к проекту присоединились Форест Уитакер, Кевин Диллон, Джон Макгинли и другие. На роль Криса Тейлора режиссёр рассматривал кандидатуры Киану Ривза, Кайла Маклахлена и Джонни Деппа. Ривз отказался от роли, сочтя её слишком жестокой для себя. Деппу в фильме досталась эпизодическая роль рядового Лернера, так как режиссёр решил, что Депп на тот момент был не готов играть главную роль. Чарли Шин поначалу не был заинтересован в том, чтобы начинать актёрскую карьеру. Это было связано с тем, что у его отца, Мартина Шина, во время съёмок фильма «Апокалипсис сегодня» случился сердечный приступ. Позднее, однако, он передумал. В 1984 году главная роль была предложена брату Чарли Шина — Эмилио Эстевесу, потому что Стоун посчитал Шина, которому тогда было 17 лет, слишком молодым для роли Криса Тейлора. Однако спустя два года Эстевес оказался занят другими проектами, и режиссёр принял решение взять на главную роль повзрослевшего Шина. На роль сержанта Барнса рассматривались Микки Рурк и Кевин Костнер. Уиллемом Дефо Стоун заинтересовался после просмотра фильма «Жить и умереть в Лос-Анджелесе» и пригласил его на роль Элиаса. Сержанта О’Нила должен был сыграть Джон Спенсер, который, однако, предпочёл роль в другом проекте.

### Съёмки и выпуск
Перед съёмками «Взвода» Стоун отправил нас на две недели в джунгли вместе с ветеранами. Без всякой связи с внешним миром. Мы должны были изучить их опыт и научиться его уважать. Право притворяться кем-то на экране, сказал нам Стоун, нужно заслужить.
Съёмки фильма проводились на Филиппинах и продолжались 54 дня. К моменту прибытия съёмочной группы в стране произошёл военный переворот. Ещё до начала съёмок Стоун пригласил отставного капитана морской пехоты Дейла Дая, который выступил в качестве консультанта, следя за соблюдением исторической точности в фильме. В течение двух недель он обучал актёров основам солдатской жизни — они учились с оружием и снаряжением двигаться через джунгли, болота и скалы, ели армейскую еду, спали в окопах; Дай также обучил их солдатскому жаргону. Чарли Шин впоследствии рассказывал, что после тренировок он стал уважать ветеранов Вьетнамской войны ещё сильнее, а Том Беренджер почувствовал, насколько тяжело может быть на войне в реальности. Важность тренировок подчёркивал и Уиллем Дефо. В фильме Дай сыграл роль капитана Харриса. В качестве камео в фильме появился и сам Оливер Стоун — он исполнил роль офицера в бункере, который был взорван вражеским солдатом-самоубийцей. В массовке фильма снимались настоящие беженцы из Вьетнама. Правительство Филиппин оказывало поддержку съёмочной группе, предоставляя военную технику и оборудование. Финальная битва в фильме базируется на двух реальных сражениях — за базы огневой поддержки «Голд» и «Бёрт». Премьера фильма «Взвод» в США состоялась в декабре 1986 года в Нью-Йорке и Лос-Анджелесе. Распространением занималась компания Orion Pictures. В качестве слогана к фильму была выбрана фраза The first casualty of war is innocence (рус. «Первая жертва войны — невинность»). «Взвод» стал первым фильмом во «вьетнамской трилогии» Стоуна, за ним последовали «Рождённый четвёртого июля» и «Небо и Земля».

## Художественные особенности и анализ
«Взвод» отличается от многих фильмов о Вьетнамской войне тем, что война изображена как дело группы лиц, а не отдельно взятого человека. Для главного героя война является своеобразным обрядом инициации. Он отправился во Вьетнам, выражая социальный протест против неравенства между богатыми и бедными. Однако его товарищи, узнав об этом, сочли такой жест бессмысленным. В начале фильма Крис Тейлор сравнивает место, куда он попал, с адом. Сьюзен Макки-Каллис писала о том, что место действия является для солдат взвода одновременно раем и адом, так как оно невероятно красиво, но вместе с тем стремится забрать души героев фильма. Главный герой первое время был недоволен тем, что никому из его сослуживцев даже не интересно знать его имя. Профессор Джеймс Роман по этому поводу писал, что подобное отношение к новичкам обусловлено высокой вероятностью их гибели в первые дни пребывания во Вьетнаме. После возвращения из госпиталя Тейлор, уже приобретший некоторый боевой опыт, вместе с Кингом отправляется в бункер, именуемый во взводе «подземным миром», и после его посещения становится «своим» среди сослуживцев. Упоминаемая в слогане потеря невинности заключается в осознании главным героем реалий настоящей войны.
Фильм фокусируется не столько на противостоянии между американскими и вьетнамскими вооружёнными силами, сколько на внутренних конфликтах во взводе американских солдат. Сержанты Элиас и Барнс олицетворяют собой добро и зло соответственно. Оба героя имеют противоположные взгляды на жизнь и методы ведения войны. Барнс изображён как безжалостный убийца, готовый пойти на всё ради уничтожения врага и верящий в правильность своих действий. Элиас же сохраняет человечность, порядочность и сострадание как по отношению к своим подчинённым, так и к мирным жителям Вьетнама. В отличие от Барнса, он предполагает, что Америка проиграет войну. По ходу сюжета Крис Тейлор вбирает в себя качества обоих своих «отцов», и к концу фильма остаётся неясным, кто из сержантов победил в «битве за душу» главного героя. Оливер Стоун комментировал, что два героя его фильма представляют собой два абсолютно разных взгляда на войну, а самих персонажей сравнил с Ахиллом и Гектором. Идея режиссёра состояла в том, чтобы изобразить философскую концепцию «идеализм против реализма». Фильму во многом свойственен символизм, в нём присутствуют аллегории на христианство: «перерождение» главного героя после посещения бункера и первого приёма наркотиков, предательство Барнсом Элиаса, напоминающий распятие жест Элиаса перед смертью. Главного героя Криса Тейлора режиссёр сравнивал с Ишмаилом — «наблюдателем, который оказывается зажатым между двумя великими силами». Исследователи отмечали наличие в сюжете отсылок к таким произведениям, как «Илиада», «Моби Дик», «И восходит солнце». Некоторые специалисты увидели намёк на гомосексуальный акт в сцене, где Тейлор вдыхает наркотик из дула винтовки, которую ему протягивает Элиас.

## Музыка
Произведение, являющееся основной музыкальной темой фильма, называется «Адажио для струнного оркестра», его написал Сэмюэл Барбер ещё в 1936 году. Данная музыкальная композиция сопровождает многие моменты в фильме. Френк Бивер подчёркивал, что в сочетании с видеорядом данное произведение способно «или добавить трагичности в образ военных людей, или отдалить зрителя от осознания ужасов войны». Бад Карр, отвечавший за музыку, принял решение включить в саундтрек песни периода 1960-х годов с целью передачи атмосферы того времени. Так, например, накуренные солдаты в одной из сцен фильма подпевают звучащей из магнитофона песне «Tracks of My Tears» группы Smokey Robinson & the Miracles. Также в фильме звучат композиции «White Rabbit» группы Jefferson Airplane и «Okie From Muskogee» в исполнении Мерла Хаггарда.
Аудиосемплы некоторых диалогов из фильма использованы в песне «Flashback» из альбома «The Land of Rape and Honey» (1988) группы Ministry.

## Критика
Многие критики отмечали реалистичность фильма «Взвод», где война была показана «такой, какой она на самом деле была». Рецензенты часто говорили о том, что подобного реализма удалось добиться благодаря личному военному опыту Оливера Стоуна. Некоторые из них признавали фильм «Взвод» лучшим художественным произведением о Вьетнамской войне из существовавших на тот момент, а также одним из лучших военных фильмов. Положительные отзывы о фильме оставляли не только кинокритики, но и режиссёры, такие как Вуди Аллен и Брайан Де Пальма. Об исторической достоверности картины говорили и ветераны Вьетнамской войны, в частности, отставные военнослужащие 25-й пехотной дивизии. Критики выражали мнение, что сцена в деревне была создана под влиянием массового убийства в Сонгми. Однако сам режиссёр утверждал, что сцена основана на его собственном опыте, когда он во время службы предотвратил изнасилование двух девочек, а его сослуживец убил женщину. Стивен Минц и Рэнди Робертс утверждали, что благодаря фильму «Взвод» Оливер Стоун вошёл в число передовых кинорежиссёров Америки, а кассовый успех ленты открыл ему новые возможности.
Роджер Эберт отмечал, что сюжет фильма доносится до зрителей при помощи происшествий. Сам сюжет критик назвал нечётким, отметив, что зритель оказывается так же дезориентирован, как и герои фильма. Также в фильме отсутствует явное деление на «своих» и «чужих» — Эберт посчитал, что это было сделано режиссёром для того, чтобы фильм не получился весёлым. Критик поставил фильму самую высокую оценку, составляющую 4 звезды. Дэйв Кер сравнил «Взвод» с фильмом Фрэнсиса Форда Копполы «Апокалипсис сегодня», отметив, что обе картины можно охарактеризовать как «галлюциногенную панораму», но при этом во «Взводе» война изображена не как светопреставление, а как серьёзный эмоциональный опыт. Сержантов Барнса и Элиаса критик сравнил с Ангелами Тьмы и Света, конфликт между которыми в значительной степени отражается на личности Криса Тейлора. Сравнение с «Апокалипсисом сегодня» провели также авторы книги The Oliver Stone Encyclopedia Джеймс Велш и Дональд Уэйли, обратившие внимание на схожесть структур обоих фильмов.
Тодд Маккарти в рецензии журнала Variety назвал сцену в деревне наиболее болезненной, так как в ней показана безосновательная жестокость американских солдат, из-за которой происходит окончательное разделение бойцов взвода на две противоборствующие группировки. Вместе с тем он отметил, что по своей форме «Взвод» напоминает военные фильмы 1950-х годов. Винсент Кенби назвал «Взвод», возможно, лучшим произведением о Вьетнамской войне. Высказывались также и отрицательные мнения. Джон Подхорец в публикации The Washington Times назвал «Взвод» одним из самых возмутительных американских фильмов. По его словам, фильм «чернит и принижает» всех американцев, воевавших во Вьетнаме. Журналист Том Тиэде был возмущён тем, что солдаты в фильме изображены «убийцами, насильниками и террористами, олицетворяющими только зло». Генри Аллен из The Washington Post скептически отнёсся к утверждению о реалистичности картины. Он утверждал, что настоящая война в принципе не может быть правдиво показана через произведение искусства.

## Награды и номинации
Фильм «Взвод» удостоился четырёх премий «Оскар» в категориях «Лучший фильм», «Лучшая режиссура», «Лучший звук» и «Лучший монтаж», премий «Золотой глобус» и BAFTA, приза «Серебряный медведь» за лучшую режиссуру 37-го Берлинского кинофестиваля и других наград. В 1998 году фильм также вошёл в список «100 лучших американских фильмов за 100 лет по версии AFI». В 2019 г. включён в Национальный реестр фильмов.
| Год  | Премия                               | Категория                                                  | Лауреаты и номинанты                                           | Результат |
| ---- | ------------------------------------ | ---------------------------------------------------------- | -------------------------------------------------------------- | --------- |
| 1986 | Премия Общества кинокритиков Бостона | Лучший режиссёр                                            | Оливер Стоун                                                   | Победа    |
| 1986 | Премия Гильдии режиссёров Америки    | Лучшая режиссура художественного фильма                    | Оливер Стоун                                                   | Победа    |
| 1987 | «Оскар»                              | Лучший фильм                                               | Арнольд Копельсон                                              | Победа    |
| 1987 | «Оскар»                              | Лучшая режиссура                                           | Оливер Стоун                                                   | Победа    |
| 1987 | «Оскар»                              | Лучший звук                                                | Джон Уилкинсон, Ричард Д. Роджерс, Чарльз Гренцбах, Саймон Кэй | Победа    |
| 1987 | «Оскар»                              | Лучший монтаж                                              | Клэйр Симпсон                                                  | Победа    |
| 1987 | «Оскар»                              | Лучший актёр второго плана                                 | Том Беренджер                                                  | Номинация |
| 1987 | «Оскар»                              | Лучший актёр второго плана                                 | Уиллем Дефо                                                    | Номинация |
| 1987 | «Оскар»                              | Лучший сценарий, созданный непосредственно для экранизации | Оливер Стоун                                                   | Номинация |
| 1987 | «Оскар»                              | Лучшая операторская работа                                 | Роберт Ричардсон                                               | Номинация |
| 1987 | «Золотой глобус»                     | Лучший драматический фильм                                 |                                                                | Победа    |
| 1987 | «Золотой глобус»                     | Лучший режиссёр                                            | Оливер Стоун                                                   | Победа    |
| 1987 | «Золотой глобус»                     | Лучшая мужская роль второго плана                          | Том Беренджер                                                  | Победа    |
| 1987 | «Золотой глобус»                     | Лучший сценарий                                            | Оливер Стоун                                                   | Номинация |
| 1987 | «Серебряный медведь»                 | Лучшая режиссура                                           | Оливер Стоун                                                   | Победа    |
| 1987 | BAFTA                                | Лучший монтаж                                              | Клэйр Симпсон                                                  | Победа    |
| 1987 | BAFTA                                | Лучшая операторская работа                                 | Роберт Ричардсон                                               | Победа    |
| 1987 | BAFTA                                | Лучшая режиссура                                           | Оливер Стоун                                                   | Победа    |

## Адаптации
В 1986 году Дейл Дай написал новеллизацию сценария фильма «Взвод». В том же году компанией Avalon Hill была выпущена настольная игра по мотивам фильма. Были также созданы две компьютерные игры с одноимённым названием. Первая вышла в 1987 году, вторая — в 2002 году.

## Комментарии
1. ↑  Повествование ведётся от лица Криса Тейлора через письма, которые он пишет своей бабушке[4].
2. ↑  По другим данным, Стоун при создании персонажа основывался на любимых героях своего детства, а имя герою дал в честь пророка Илии[15][16].
3. ↑  Из-за проблем со «Взводом» Стоун переключился на работу над «Полуночным экспрессом», который и был снят в 1978 году.
4. ↑  Данное мнение отражало также и позицию Оливера Стоуна[28].
5. ↑  В конце фильма Тейлор сравнивает себя с сыном, рождённым от двух отцов — Барнса и Элиаса — а также упоминает о борьбе между Барнсом и Элиасом за право обладать его душой.